# Ergocalciferol
O ergocalciferol, conhecido como vitamina D2, é um tipo de vitamina D de origem vegetal encontrado em fungos, liquens e plantas, usado como suplemento dietético para prevenir e tratar a deficiência de vitamina D que pode ser, por exemplo, devida à má absorção pelos intestinos ou a uma doença hepática. Também pode ser usado para combater o baixo nível de cálcio no sangue devido ao hipoparatireoidismo.

## Uso

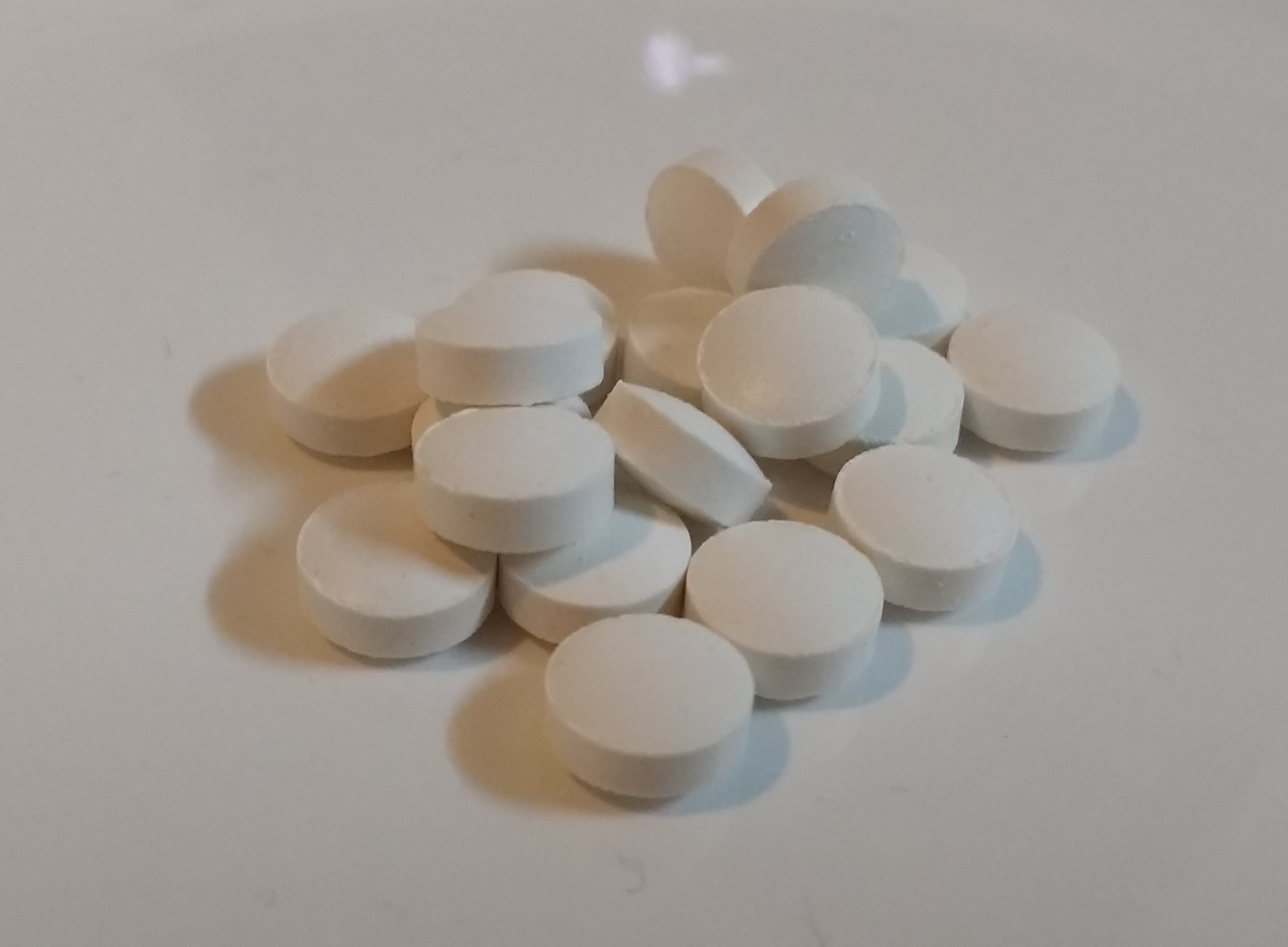
Suplementos de vitamina D_{2}

O ergocalciferol (D2) pode ser utilizado como suplemento de vitamina D, por via oral ou por injeção em um músculo. Em relação ao colecalciferol (D3), uma metanálise indicou que as evidências geralmente favorecem o colecalciferol no aumento dos níveis de vitamina D no sangue, embora tenha declarado que mais pesquisas são necessárias.